# Laura Arroyo
Laura Arroyo Gárate (Lima, 13 de septiembre de 1986) es una periodista, comunicadora política y cantautora peruana, radicada en España.

## Biografía
Laura Arroyo Gárate nació en Lima el 13 de septiembre de 1986. Es lincenciada en Lingüística Hispánica por la Pontificia Universidad Católica del Perú (PUCP) y diplomada en Periodismo Político y Análisis Cultural por la Universidad Antonio Ruiz de Montoya (UARM). Cursó un máster en Análisis Político en la Universidad Complutense de Madrid.
Fue miembro de la Unidad de Análisis Político, Estrategias y Marcos de la Secretaría General del partido político español Podemos. Es directora y conductora de la tertulia política El Tablero de Canal Red.y directora de La Base Comanche.
En 2019 fue una de las denunciantes por violencia física y sicológica al dirigente de Nuevo Perú Abraham Valencia. Contó, a través de una publicación en Facebook, la experiencia de violencia de género que sufrió por parte de su expareja.
En 2021 fue asesora de la candidata a la presidencia del Perú Verónika Mendoza durante el proceso electoral de ese año.
Desde marzo de 2024 es tertuliana política del programa La Hora de La 1, dirigido por Silvia Intxaurrondo. En abril de ese año, una intervención suya analizando la carta donde el presidente español Pedro Sánchez pausaba su actividad se hizo viral por solicitar al gobierno la intervención del Poder Judicial y de algunos medios de comunicación. En agosto, otra intervención suya fue también viralizada por su defensa del gobierno venezolano de Nicolás Maduro.

### Carrera artística
Arroyo es también cantautora. En 2021 publicó su primer disco, Niebla, un álbum de cuatro canciones, a modo de las cuatro estaciones, con interludios recitados por Laura Casielles, Micaela Távara, Gabriela Wiener y Claudia Blanco.
Al año siguiente, en 2022, publicó Refugio, disco de diez temas instrumentales donde Arroyo toca el piano y donde rememora su viaje a Lima durante la campaña presidencial peruana de 2021.

## Discografía
- Niebla (2021)
- Refugio (2022)